# Nomada lusca
Nomada lusca är en biart som beskrevs av Smith 1854. Nomada lusca ingår i släktet gökbin, och familjen långtungebin. Inga underarter finns listade i Catalogue of Life.